# Li Jian
Li Jian (李健S, Lǐ JiànP; Tientsin, 9 dicembre 1977) è un ex calciatore cinese, di ruolo portiere.

## Carriera

### Club
Ha giocato 70 partite nella prima divisione cinese.

### Nazionale
Ha partecipato ai Mondiali Under-20 del 1997 ed alla Coppa d'Asia 2004.